# Makirasångare
Makirasångare (Phylloscopus makirensis) är en fågel i familjen lövsångare inom ordningen tättingar.

## Utseende och läte
Makirasångaren är en mycket liten lövsångare med mestadels grått huvud, ett mörkt ögonstreck och ljust ögonbrynsstreck. Den är vidare kraftigt gröntonad på rygg och vingar, med två beigefärgade vingband. Underisdan är gulaktig, bakåt ljusare. Lätet är ett metalliskt "dzip", sången en ljus melodi.

## Utbredning och systematik
Fågeln förekommer enbart på ön Makira i södra Salomonöarna. Den behandlas som monotypisk, det vill säga att den inte delas in i några underarter.

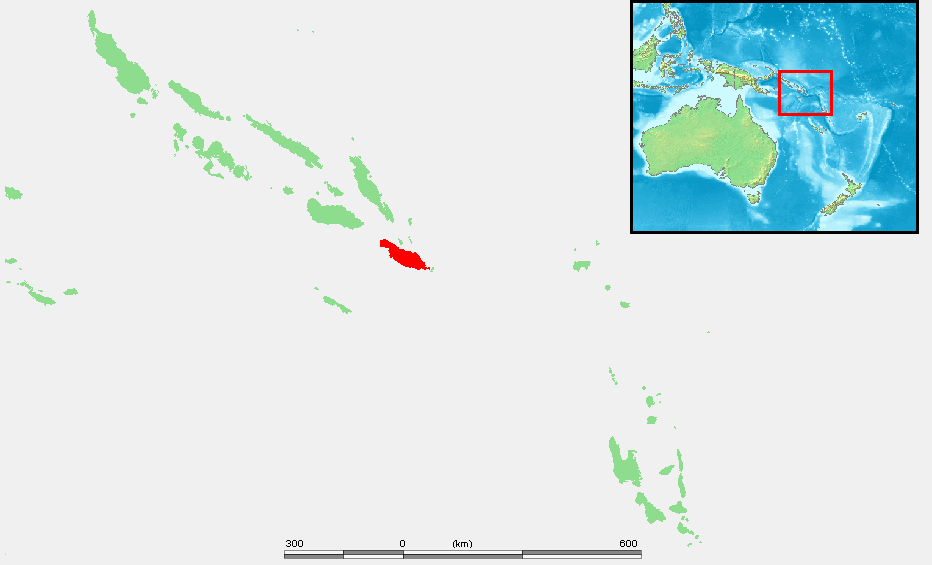
Ön Makira i Salomonöarna.

### Släktestillhörighet
DNA-studier visar att släktet Phylloscopus är parafyletiskt gentemot Seicercus. Dels är ett stort antal Phylloscopus-arter närmare släkt med Seicercus-arterna än med andra Phylloscopus (bland annat makirasångare), dels är inte heller arterna i Seicercus varandras närmaste släktingar. Olika taxonomiska auktoriteter har löst detta på olika sätt. De flesta expanderar numera Phylloscopus till att omfatta hela familjen lövsångare, vilket är den hållning som följs här. Andra flyttar bland andra indonesisk sångare till ett expanderat Seicercus.

### Familjetillhörighet
Lövsångarna behandlades tidigare som en del av den stora familjen sångare (Sylviidae). Genetiska studier har dock visat att sångarna inte är varandras närmaste släktingar. Istället är de en del av en klad som även omfattar timalior, lärkor, bulbyler, stjärtmesar och svalor. Idag delas därför Sylviidae upp i ett antal familjer, däribland Phylloscopidae. Lövsångarnas närmaste släktingar är familjerna cettior (Cettiidae), stjärtmesar (Aegithalidae) samt den nyligen urskilda afrikanska familjen hylior (Hyliidae).

## Levnadssätt
Makirasångaren hittas i bergsskogar över 500 meters höjd. Där förekommer den mestadels i trädtopparna, i artblandade flockar.

## Status
IUCN erkänner den inte längre som egen art, varför den inte placeras i någon hotkategori.